# 로버트 타운센드

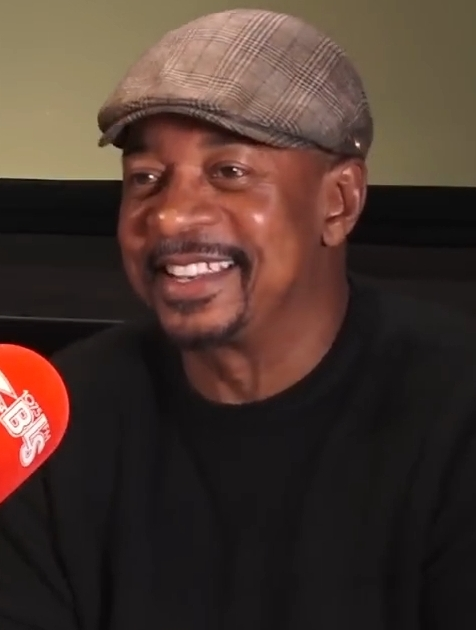

로버트 타운센드(Robert Townsend, 1957년 2월 6일 ~ )는 미국의 배우, 영화 감독, 각본가, 텔레비전 감독이다.
시카고에서 태어났다.

## 영화
- 인 더 하이브 (2012년)
- 오브 보이스 앤 멘 (2008년)
- 엣지 오브 아웃사이드 (2006년)
- 꼬마 파우스트 (2001년)
- 리틀 리차드 (2000년)
- 디바의 초상화 (1999, Jackie's Back)
- 인베스티게이터 (1999년)
- 머시너리 2 (1999년)
- 조셉스 기프트 (1998년)
- 콤비 걸 (1997년)
- 유성맞은 슈퍼맨 (1993년)
- 더 파이브 하트비트 (1991년)
- 댓츠 애디쿼트 (1989년)
- 형사 퀸 (1989년)
- 랫보이 (1986년)
- 아메리칸 플라이어 (1985년)
- 솔저 스토리 (1984년)
- 스트리트 오브 파이어 (1984년)
- 아메리칸 마스터즈 (1983년)